# 阿尔贡河 (高加索)

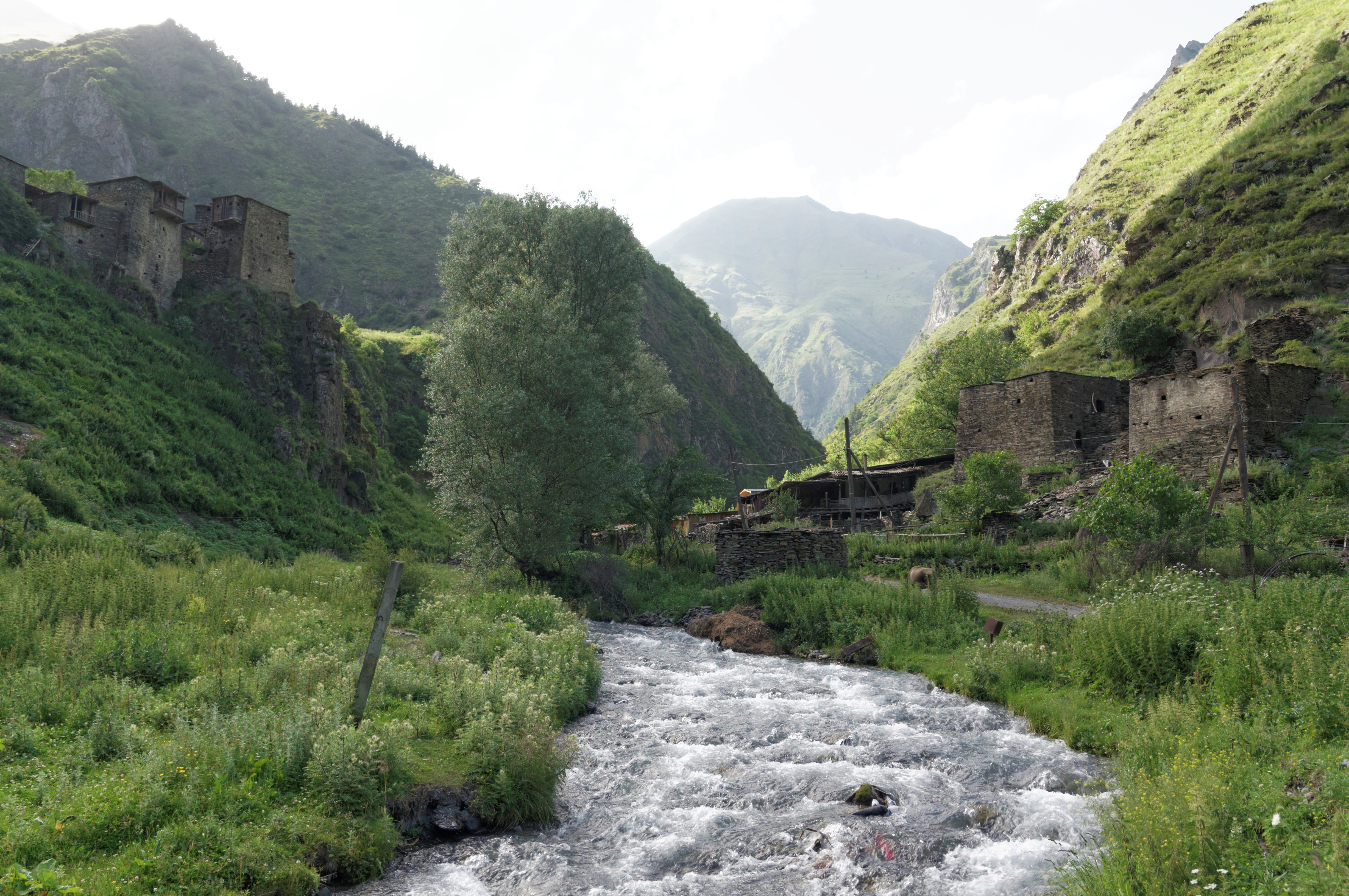

阿爾貢河是孫扎河的支流，位於格魯吉亞高加索北部和俄羅斯車臣共和國，河道全長148公里，流域面積約3,390平方公里，河水來自冰川，河畔城鎮有阿爾貢。
43°17′35″N 45°52′1″E / 43.29306°N 45.86694°E